# Dwight Carruthers
Gordon Dwight Carruthers (Lashburn, 7 novembre 1944) è un ex hockeista su ghiaccio canadese che nel corso della carriera ha giocato due partite in National Hockey League.

## Carriera
Carruthers iniziò a giocare a hockey nella lega giovanile del Saskatchewan con i Weyburn Red Wings, formazione partner dei Detroit Red Wings. Nella stagione 1965-66 esordì fra i professionisti entrando proprio a far parte dell'organizzazione dei Red Wings; trascorse quasi tutto l'anno nella Eastern Hockey League con i Johnstown Jets, tuttavia riuscì a fare il proprio esordio in National Hockey League giocando una partita con la squadra di Detroit.
Nella stagione successiva si trasferì nella Western Hockey League vestendo la maglia dei San Diego Gulls. Nell'estate del 1967, rimasto senza contratto, Carruthers fu scelto durante l'NHL Expansion Draft dai Philadelphia Flyers, una delle sei nuove franchigie iscritte alla National Hockey League. Anche con i Flyers riuscì a giocare solo un incontro in NHL della stagione 1967-68, mentre con i Seattle Totems conquistò il titolo della 
Lester Patrick Cup.
La carriera di Carruthers proseguì negli anni successivi nella WHL e nella WIHL, altra lega minore della costa pacifica in cui si distinse entrando per tre anni di fila negli All-Star Team. Si ritirò dall'attività agonistica nel 1976.

## Palmarès

### Club
- Lester Patrick Cup: 1

Seattle: 1967-1968

### Individuale
- WIHL First All-Star Team: 1

1971-1972
- WIHL Second All-Star Team: 2

1972-1973, 1973-1974